# Ян ван Міріс
Ян ван Міріс (нідер. Jan van Mieris, 17 червня 1660, Лейден —17 березня 1690, Рим) — нідерландський художник — портретист періоду бароко. Син художника Франса ван Міріса Старшого та старший брат художника Віллема ван Міріса.

## Життєпис
Походив з мистецької родини Міріс. Старший син відомого художника-портретиста Франса ван Міріса Старшого, брат Крістіни ван Міріс та Віллема ван Міріса.
Вивчав живопис під керівництвом свого батька, також живописця Герарда де Лересса. Замолоду часто хворів, що відбивалося на його заняттях. Переймав стиль свого батька.
У 1686 році увійшов до лейденської гільдії художників Св. Луки. У 1686—1687 роках художник здійснює подорож по Німеччині, а згодом до Флоренції, де він, завдяки батьківському знайомству з Козімо III Медічі, великим герцогом Тосканським, отримує найвигідніші замовлення.
Звідси Ян ван Міріс вирушає до Риму в 1690 році, де його роботи були добре відомі і високо цінувалися. У Римі його хвороби знову загострилися. Художник продовжував як і раніше малювати в ті моменти, коли йому ставало краще — до самої своєї смерті у 1690 році.

## Творчість
За своїм стилем нагадував батька. Його картини добре вимальовані, на відміну від батька мають більше яскравих кольорів та відтінків. Більше спеціалізувався на зображенні побутових (часто його героїв-чоловіки тримають в руці трубку), а також індивідуальних портретах. Найвідомішими є «Жінка і кавалер» (1680 рік), Віллем Байкер (1682 рік), «Дама з песиком», «Кавалер з трубкою» (1681 рік).

## Найвизначніші роботи

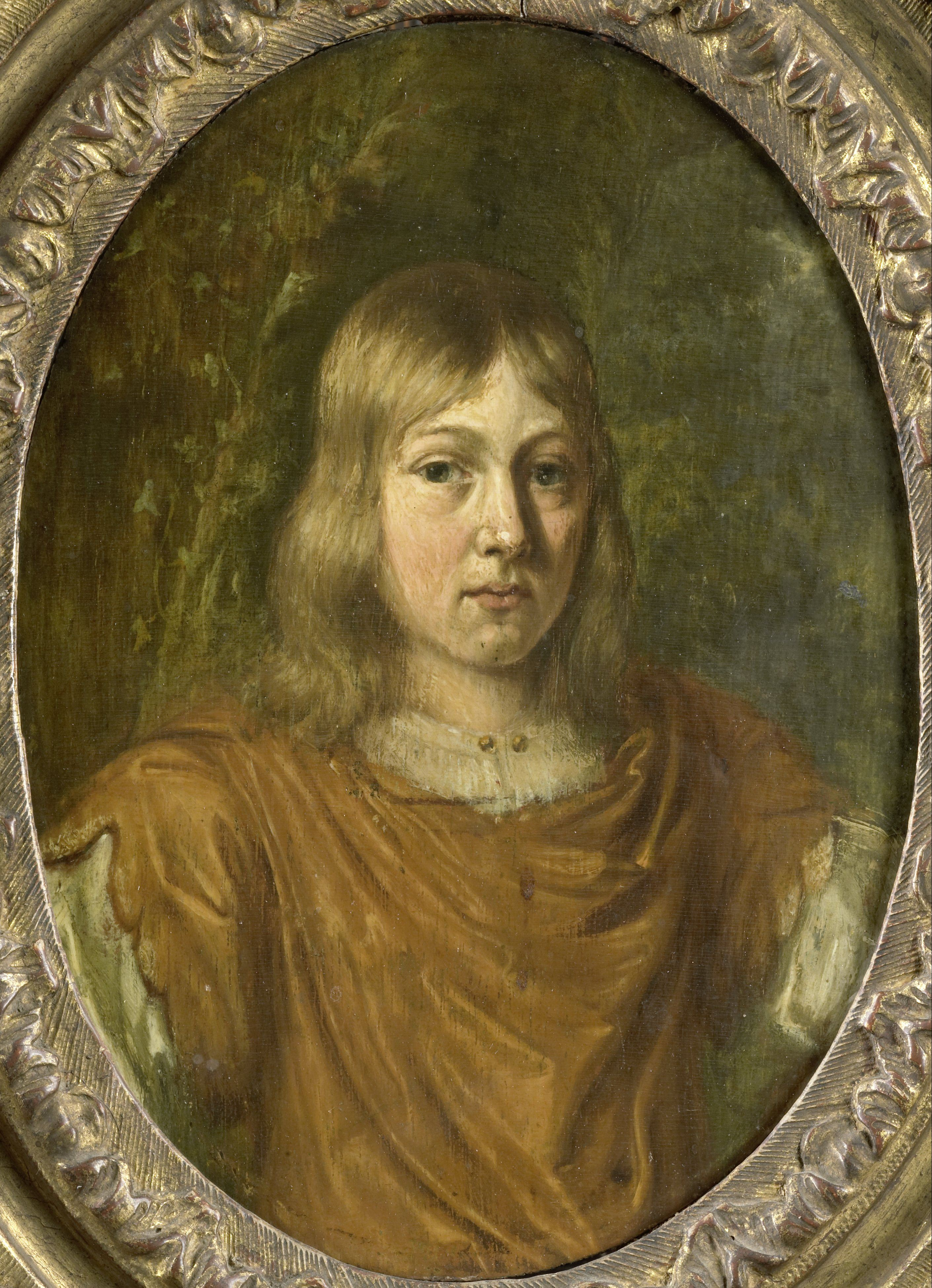
Портрет молодого чоловіка (1680-1690)
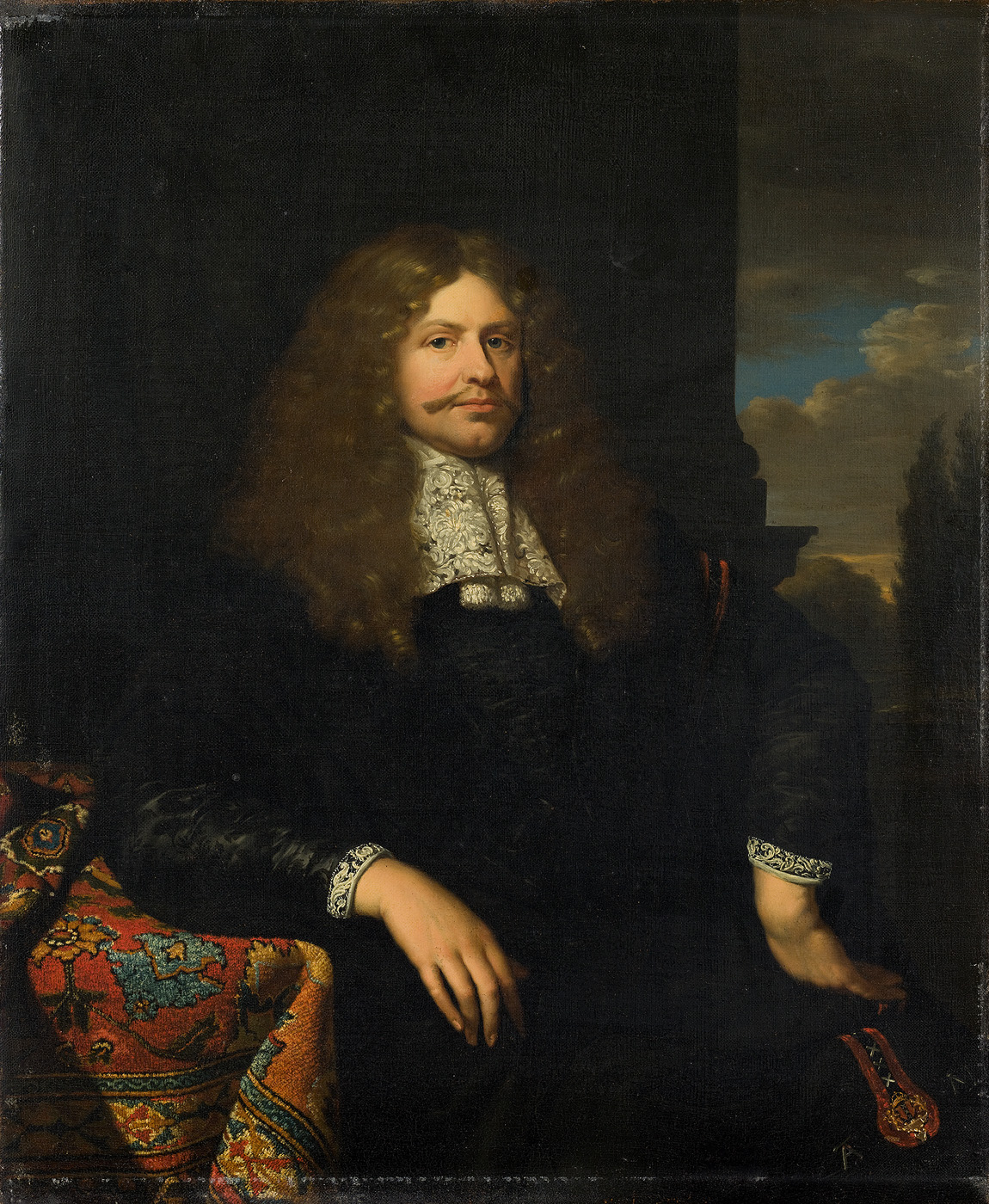
Портрет Корнеліса Бакера (1681-1682)
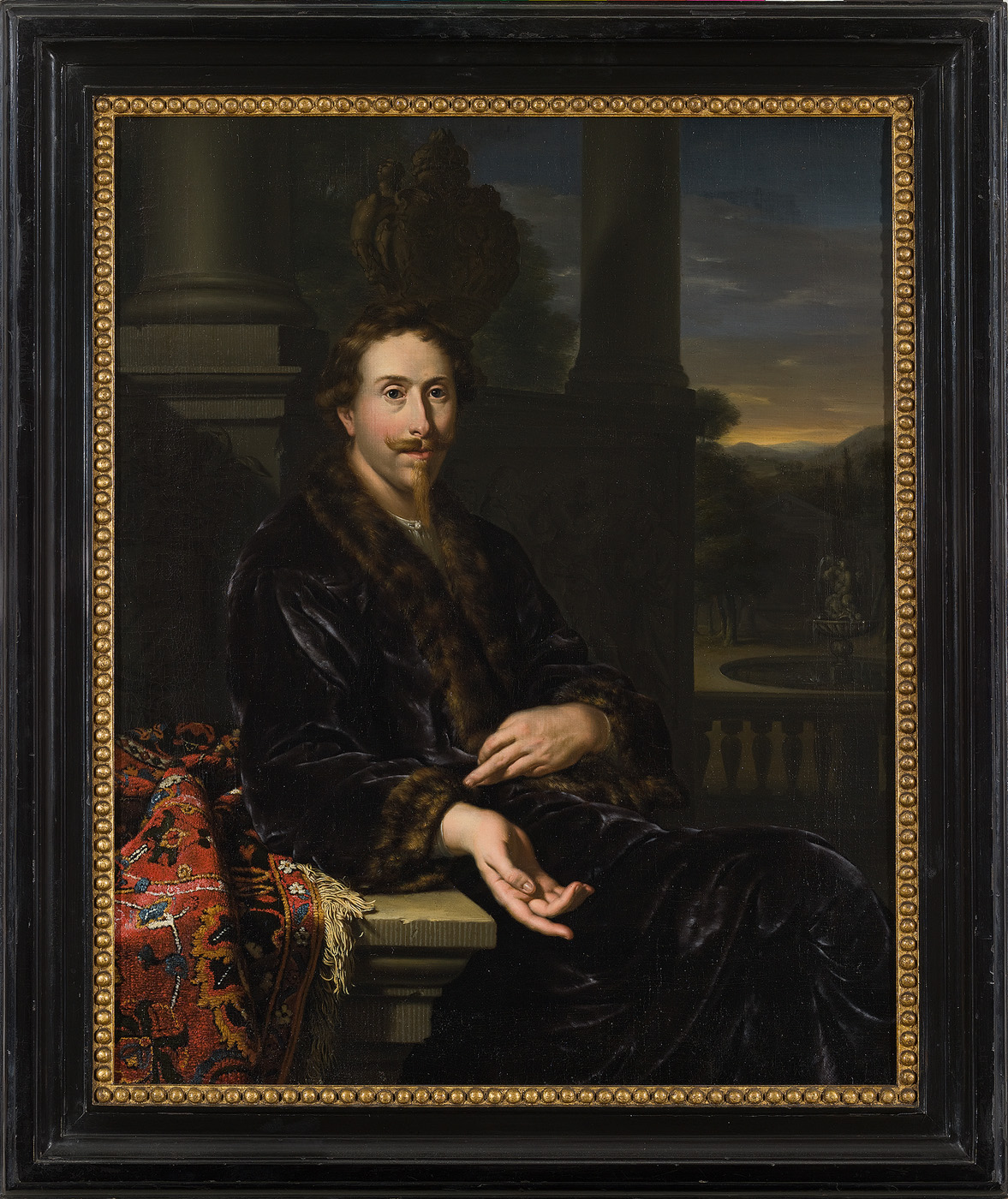
Віллем Бакер (1682)